# Народное (Воронежская область)
Наро́дное — село в Терновском районе Воронежской области России. Административный центр Народненского сельского поселения.

## География
Село находится в северо-восточной части Воронежской области, в лесостепной зоне, в пределах Окско-Донской равнины, на берегах реки Сухой Карачан, на расстоянии примерно 12 км (по прямой) к юго-востоку от села Терновка, административного центра района. Абсолютная высота — 116 м над уровнем моря.
Часовой пояс
Село Народное, как и вся Воронежская область, находится в часовой зоне МСК (московское время). Смещение применяемого времени относительно UTC составляет +3:00.

## Население
| 1959 | 2010  |
| ---- | ----- |
| 1998 | ↘1153 |

Гендерный состав
По данным Всероссийской переписи населения 2010 года, в гендерной структуре населения мужчины составляли 46,1 %, женщины — соответственно 53,9 %.
Национальный состав
Согласно результатам переписи 2002 года, в национальной структуре населения русские составляли 98 %.

## Улицы
| - ул. 40 лет Октября, - ул. К. Маркса, - ул. Кирпичная, - ул. Коммунальная, - ул. Красная, | - ул. Ленинская 1-я, - ул. Ленинская 2-я, - ул. Мира, - ул. Набережная, - ул. Первомайская, | - ул. Полевая, - ул. Проезжая, - ул. Пролетарская, - ул. Пушкинская, - ул. Садовая, | - ул. Свободы, - ул. Трудовая, - ул. Центральная, - ул. Школьная. |

## Инфраструктура
В селе функционируют средняя общеобразовательная школа, детский сад, врачебная амбулатория, культурно-информационный центр, библиотека и отделение Почты России.